# Acanthis flammea
Acanthis flammea là một loài chim trong họ Fringillidae.

## Hình ảnh

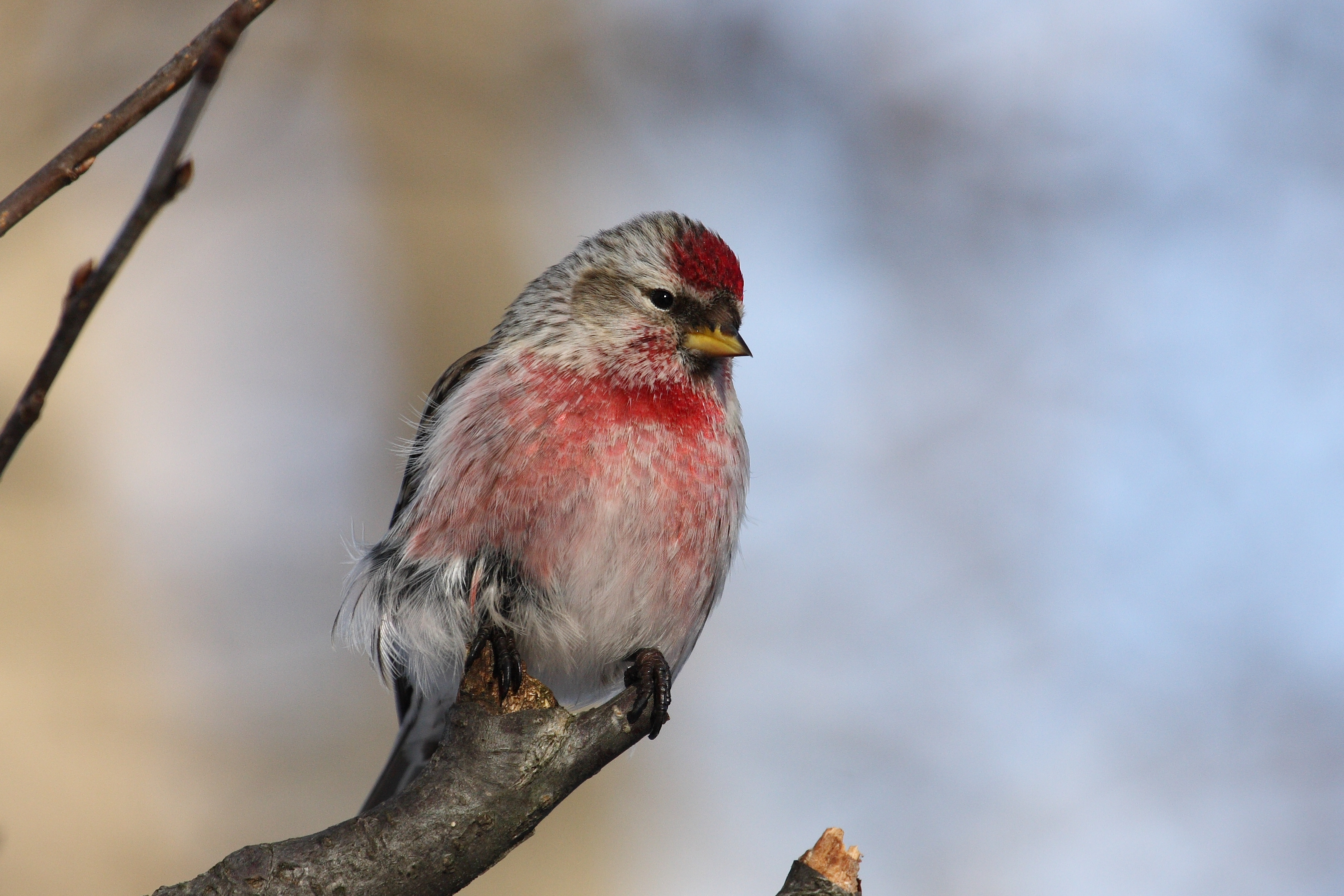
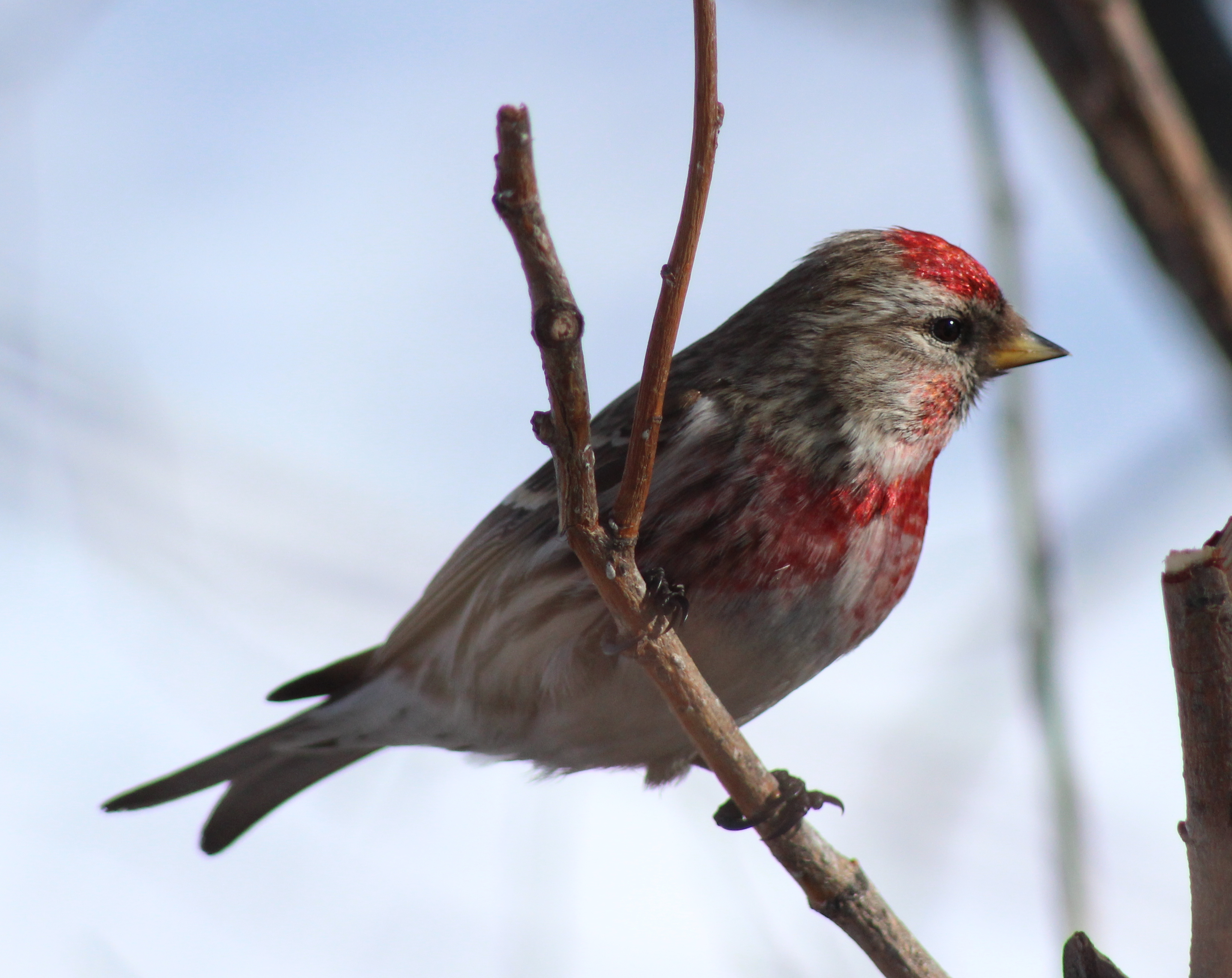
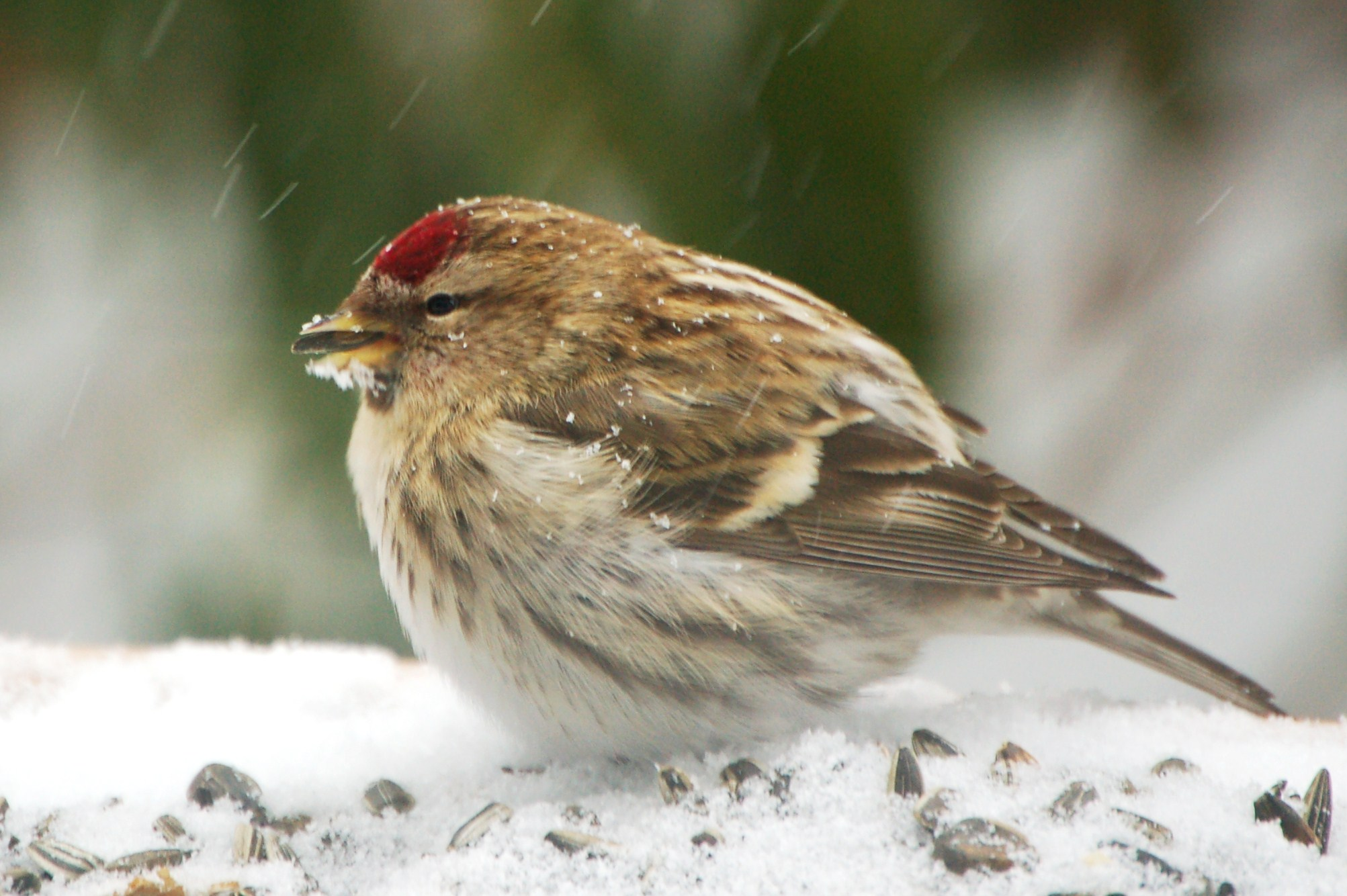
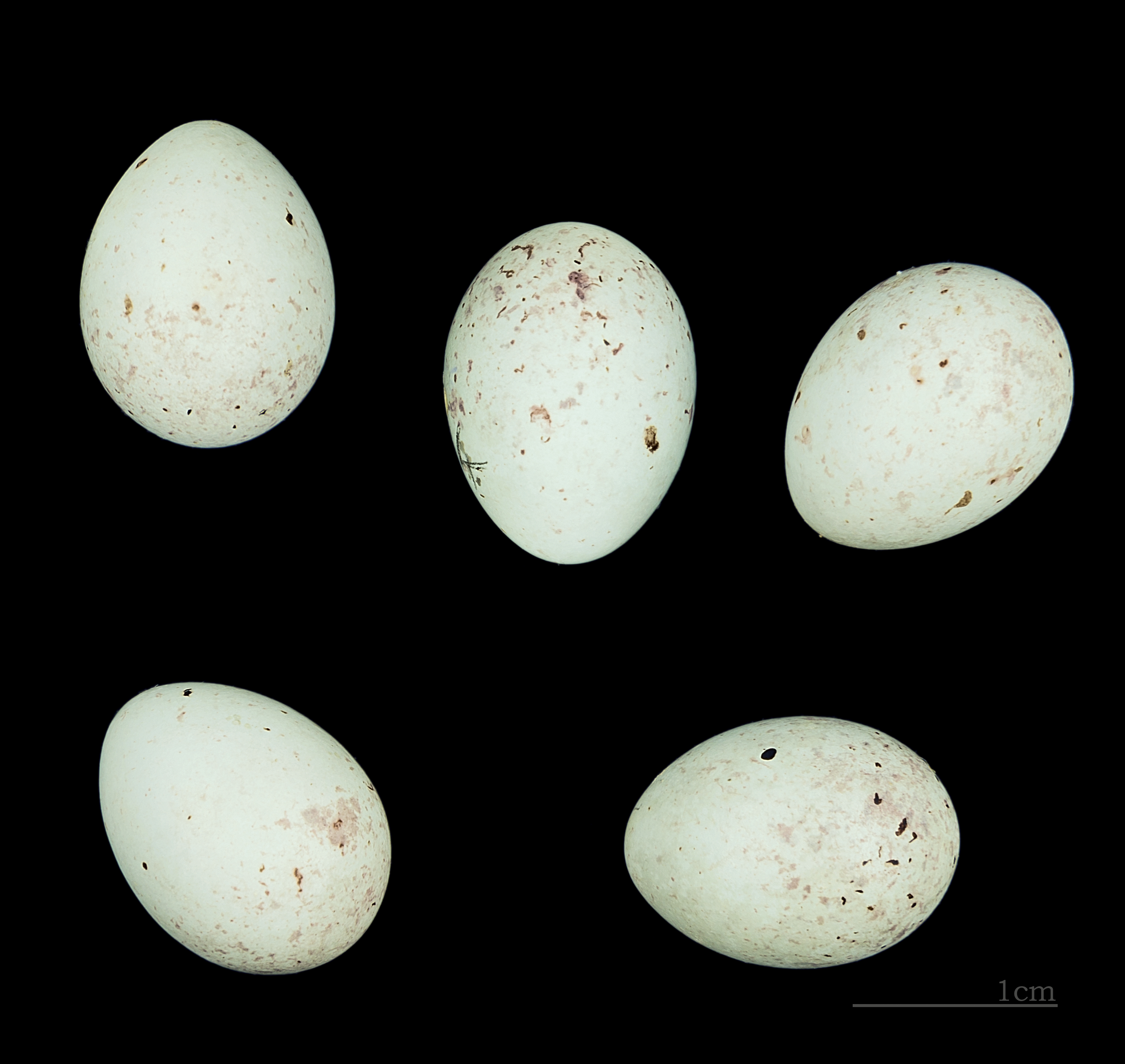
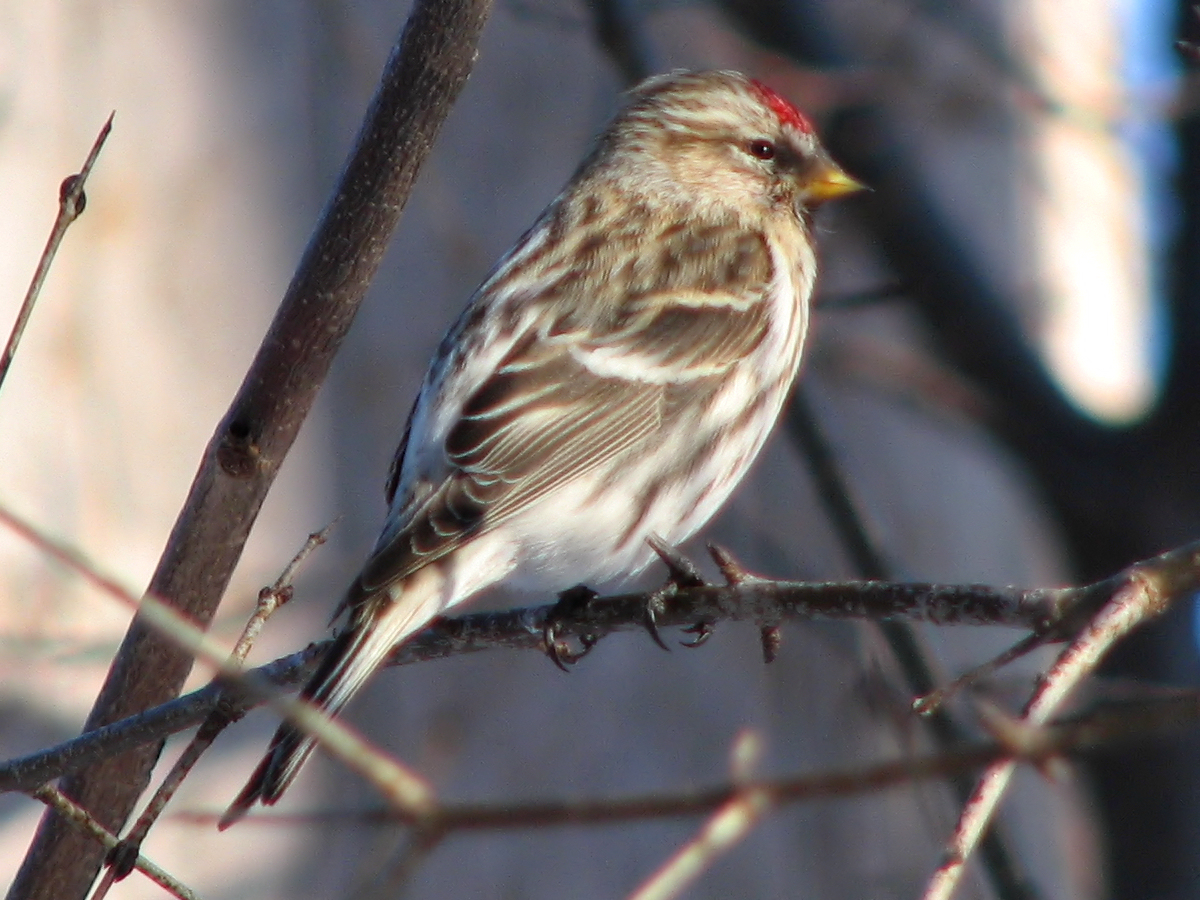

## Tham khảo

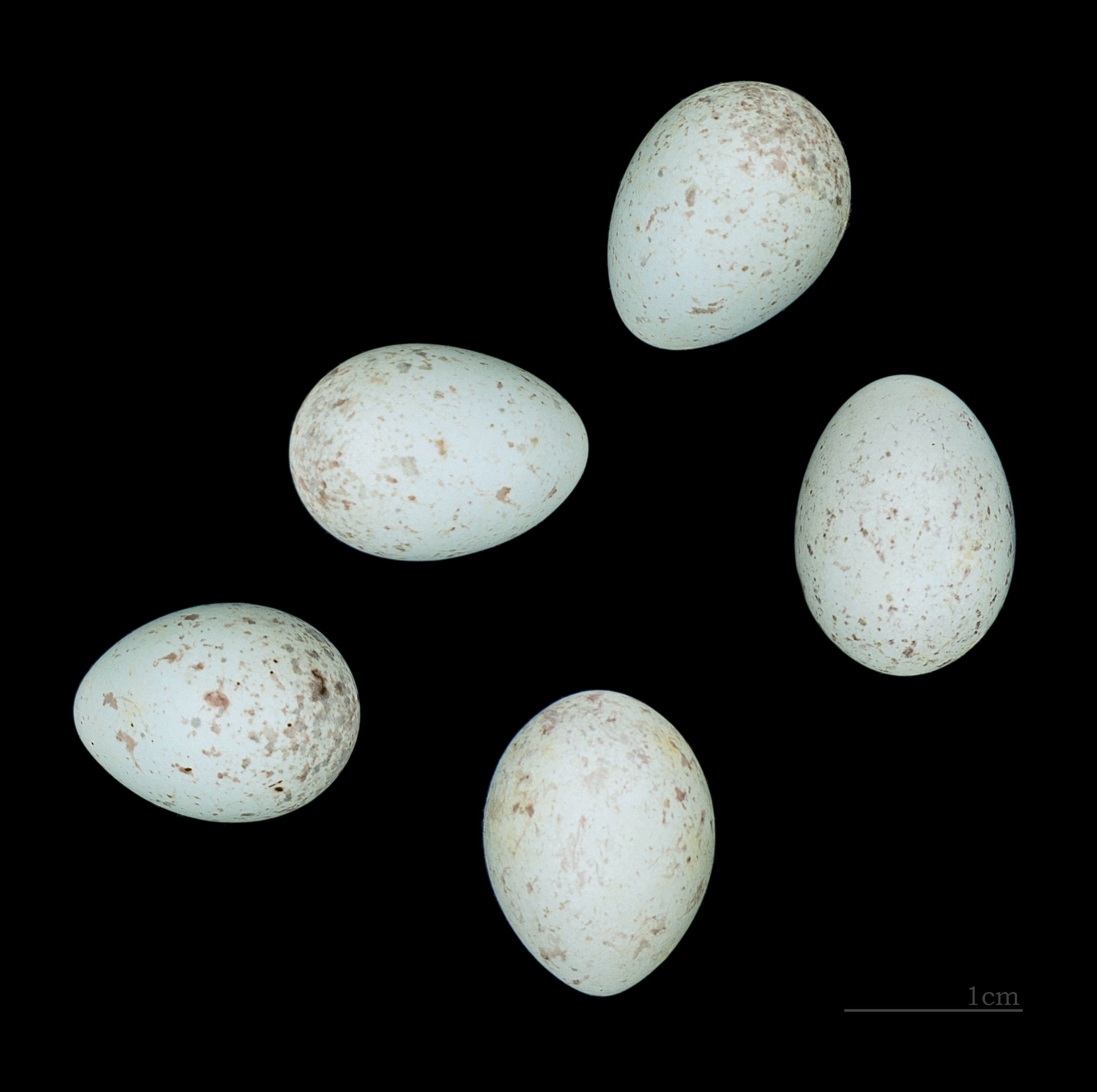
Trứng chim Carduelis flammea flammea